# Aplicativo portátil

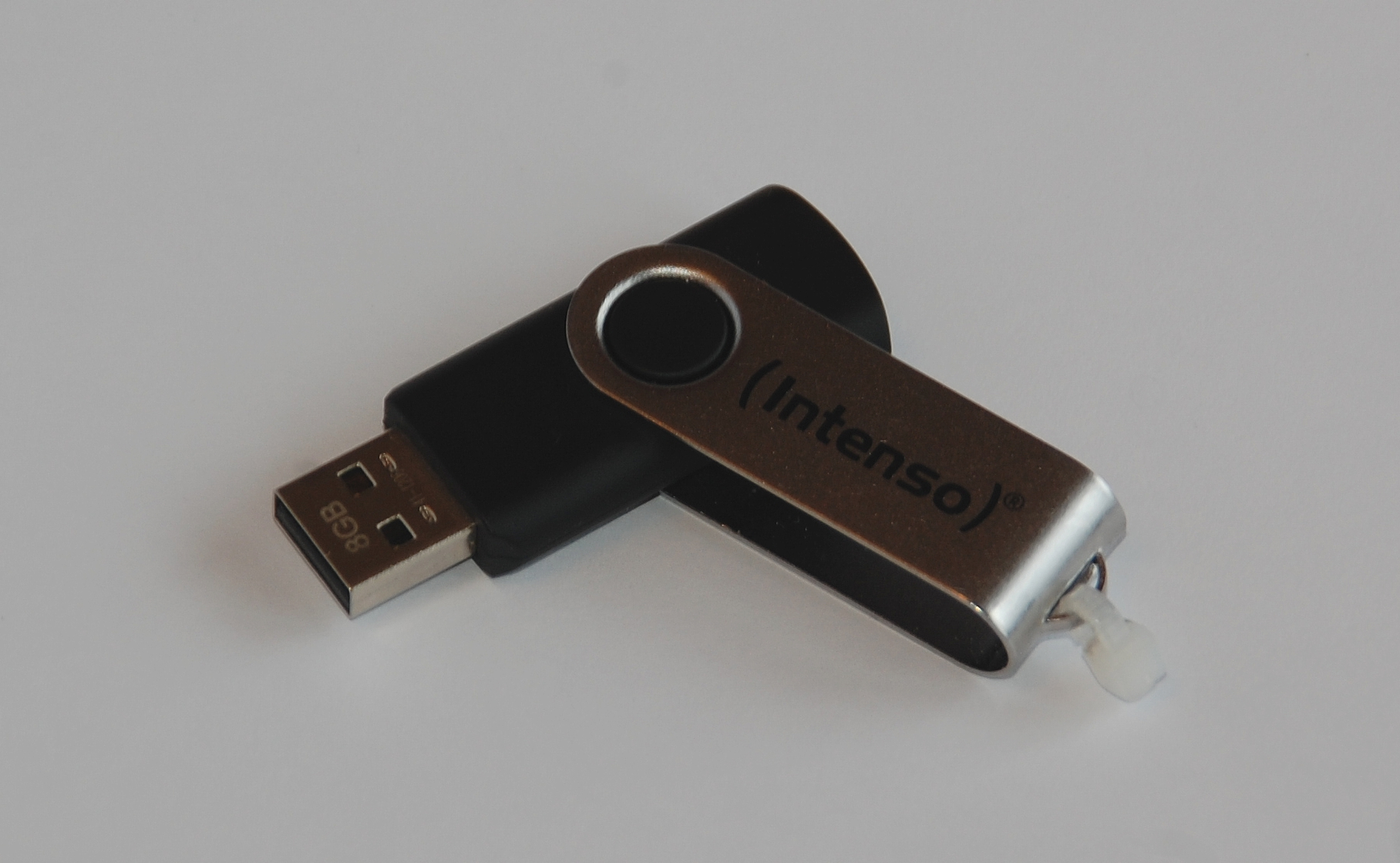
Flash drive, uma das mídias móveis na qual aplicativos portáveis são instalados

Um aplicativo portátil (portable application ou portable app em inglês) é uma classe de softwares que não requer a instalação no computador para ser executado.
Ao ser iniciado, o aplicativo portátil roda diretamente do dispositivo no qual está armazenado, podendo este ser removível, como é o caso de pen drives e CD-ROMs, o que o torna, como o próprio nome diz, portátil.
Sendo assim, é possível executar o mesmo programa armazenado no mesmo dispositivo, em computadores distintos.
No entanto não é necessário que ele esteja armazenado em um dispositivo removível, podendo também estar contido no disco rígido embutido na máquina.
Além da versatilidade, esta classe de softwares apresenta como característica a não alteração do conteúdo do computador a hospedá-lo, tanto da memória física propriamente dita quanto dos registros.
Assim, após finalizado, o aplicativo não deixa "rastros" no computador. Ainda assim o computador deve atender aos requisitos do programa, como memória RAM e velocidade do processador.

## Aplicativos portáteis gratuitos
Os aplicativos portáteis gratuitos, ou freewares, são aplicativos criados por grupos visando a distribuição gratuita do software.
São baseados em programas com código-fonte aberto(open source) já que, dentre os programas detentores de licença comercial, mesmo os gratuitos, como por exemplo o Internet Explorer, não permitem a modificação do código-fonte, restringindo-os apenas para a distribuição.
Alguns exemplos de aplicativos com código aberto que possuem versão portátil são o Firefox e o OpenOffice.org.

## Aplicativos com licença comercial
Apesar da proibição quanto a alteração de aplicativos que possuem licença comercial, estes podem ser modificados quando para uso próprio, não visando a distribuição.
Baseado nisso, existem programas atualmente no mercado que têm como função "converter" um aplicativo-alvo em seu equivalente portátil, como é o caso do VMware ThinApp (anteriormente: Thinstall).
No entanto estes programas exigem a instalação usual dos aplicativos a serem convertidos, permitindo a desinstalação após concluida a conversão.

### Geradores de aplicativos portáteis
Ver também: Criadores de aplicações portáteis
Os programas que possuem a capacidade de gerar programas portáteis a partir de programas convencionais atuam, basicamente, gravando o estado do computador antes da instalação do aplicativo a ser convertido, e após sua instalação.
O programa conversor analisa então a diferença entre o estado final e inicial do computador e, a partir da compactação desta diferença, gera um programa executável e portátil.
Isso significa que, se outro programa estiver sendo executado simultaneamente à instalação do aplicativo a ser convertido, e, consequentemente alterando o estado do sistema, estas alterações serão incluídas no aplicativo portátil, podendo acarretar no funcionamento inadequado quando este for solicitado.
Para evitar tal problema, é conveniente utilizar um sistema operacional recém instalado, facilitando as leituras dos estados do sistema e prevenindo que programas sejam executados paralelamente à instalação do programa-alvo.